# Juan Huarte de San Juan

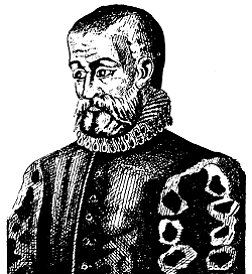
Juan Huarte de San Juan, zeitgenössische Abbildung

Juan Huarte de San Juan eigentlich Juan Huarte y Navarro (* 1529 in Saint-Jean-Pied-de-Port; † 1588 in Linares) war ein spanischer Arzt, Philosoph und Begründer früher psychologisch-theoretischer Konzepte (Differentielle Psychologie) des menschlichen Geistes.

## Leben und Wirken
Er entstammte einer spanischen Adelsfamilie (Hidalgo). Seine Geburtsstadt San Juan Pie de Puerto (baskisch Donibane Garazi) war ein Hauptort des Restkönigreiches Nieder-Navarra (frz. Basse-Navarre, bask. Nafarroa Beherea, span. Baja Navarra), das dann 1589 an Frankreich fiel.
Huarte studierte zunächst Geisteswissenschaften in Huesca und später in den Jahren 1553 bis 1559 Medizin an der Universidad de Alcalá. Am 31. Dezember 1559 wurde er zum doctor medicinae promoviert. Später lebte und wirkte er in verschiedenen spanischen Städten, so Huesca, Granada, Baeza und zuletzt Linares. Aus seiner Ehe mit Doña Agueda de Velasco entstammten drei Söhne und vier Töchter., so u. a. Antonia (ca. 1568–1576), Águeda und Luis.
In Baeza praktizierte Huarte sehr professionell und heroisch während der Pestepidemie, die im Jahre 1566 die Stadt und ihre Bewohner heimsuchte.

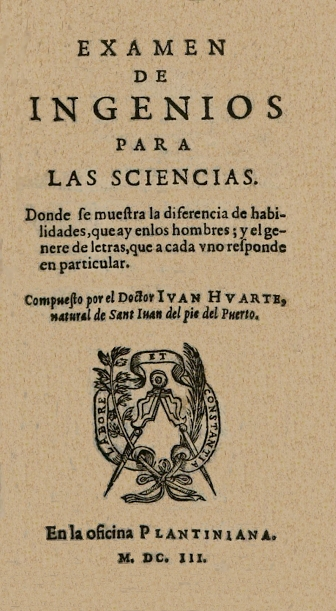
Titelblatt seiner Examen de ingenios para las sciencias (1575)

Sein Werk Examen de ingenios para las sciencias (1575) wurde durch Gotthold Ephraim Lessing in einer späten, deutschen Übersetzung Prüfung der Köpfe zu den Wissenschaften (1752) übersetzt. In diesem Werk versucht Huarte als einer der Ersten den Zusammenhang zwischen einer Psychologie und der Physiologie aufzuzeigen. Die Examen de ingenios para las sciencias wurden durch die spanische Inquisition der römisch-katholischen Kirche auf die Liste der verbotenen Bücher (Index librorum prohibitorum) gesetzt und man übergab ihm eine Liste mit fünfzehn Punkten, welche aus der Sicht der Inquisition zu korrigieren seien. Trotz seiner anfänglichen Ächtung durch die Inquisition, gelangten Kopien des Werkes in viele öffentliche und private Bibliotheken, so wurden insbesondere in Barcelona etliche Exemplare gefunden.
In seinen Examen war ein Ansinnen des Autors, Eltern einen Rat geben zu können, um etwa die bestmögliche Berufsentscheidung für ihre Söhne zu ermöglichen. Hierbei greift er auf die Temperamentenlehre antiker Autoren zurück.
Bei seiner Suche nach den Ursachen für die Begabung der (männlichen) Menschen werden u. a. die Humoralpathologie aber auch klimatologische Faktoren mit einbezogen, daraus leitete pädagogische Empfehlungen ab.
Er unterschied bei der Betrachtung der menschlichen Kognition das Gedächtnis, den Verstand und die Einbildungskraft.
Huarte de San Juan war einer der Ersten, der behauptete, dass es eine direkte Beziehung zwischen dem Verstehen, Bewusstsein und dem Organ Gehirn besteht.

## Werke (Auswahl)
- Examen de ingenios para las sciencias. (Baeza, Juan Bautista de Montoya, 1575)